# Аустралијски пеликан
Аустралијски пеликан (лат. Pelecanus conspicillatus) велика је водена птица из рода пеликана (лат. Pelecanus).

## Опис
Спада у средње велике пеликане. Нарасте у просеку 1,6 до 1,8 м, с распоном крила од 2,3 до 2,5 м, а тежине је 4-10 кг. Углавном је беле боје с црним ногама и делимично црним крилима. Има жуту кожу око очију и ружичасти кљун. Полови нису видно различите боје, међутим, мужјаци су већи и имају већи кљун.
Пеликан је друштвена животиња, која живи и гнезди се у групама. Исхрана му се састоји од мале и средње велике рибе, коју ухвати у растегљивој кожној кеси.

## Размножавање
Гнезди се на тлу и има 1-3 чистих белих јаја смештених у плитку рупу у земљи или песку. Инкубација јаја траје од 32 до 35 дана. У случају да има више од једног младунчета, преживљава само први и јачи. Пилићи се хране храном коју су родитељи прожвакали. У дивљини могу живети више од 25 година.

## Распрострањеност и станиште
Аустралијски пеликан живи у залеђу и на обали Аустралије, Нове Гвинеје, Фиџија, деловима Индонезије, а повремено и на Новом Зеланду. За живот преферира велике, јако обрасле водене површине. Његова бројност је и даље висока, између 100.000-1.000.000 јединки, које живе на великом подручју од 1–10.000.000 км².